# 徐仁锡
徐仁锡（1949年2月22日—），韩国男演员，本貫達城徐氏。1975年出演KBS電視劇出道，畢業於中央大學戲劇電影學系。现任韓瑞大學教授。

## 出演作品

### 电视劇
- 1985年：KBS《光與影》
- 1986年：KBS《熱河》
- 1991年：MBC《東醫寶鑑》飾演 許浚
- 1992年：KBS《三國記》飾演 金庾信
- 1994年：KBS《韓明澮》饰演 朝鲜世祖
- 1996年：KBS《銀河水》
- 1998年：KBS《恩雅的花園》
- 2001年：KBS《太祖王建》饰演 甄萱
- 2003年：KBS《武人时代》饰演 李義方
- 2003年：KBS《薔薇》
- 2004年：SBS《魔術》
- 2005年：MBC《第五共和国》饰演 卢泰愚
- 2005年：KBS《別再擔心吧》
- 2006年：SBS《渊盖苏文》饰演 唐太宗(老年)
- 2007年：MBC《蘿蔔泡菜》
- 2008年：SBS《家門的榮光》饰演 河惜灝
- 2010年：SBS《濟眾院》飾演 白太賢
- 2010年：KBS《近肖古王》饰演 黑姜公
- 2012年：SBS《拜託了，機長》飾演 洪名鎮
- 2012年：KBS《大王之夢》飾演 金肅訖宗
- 2014年：KBS《鄭道傳》飾演 崔瑩
- 2017年：KBS《我的黃金光輝人生》客串
- 2018年：MBC《秘密與謊言》飾演 吳尚必

### 電影
- 2007年：《角力》

## 获奖
- 1975年：韩国戏剧电影赏 新人赏
- 1978年：东亚戏剧赏 大赏
- 1985年：百想艺术大赏 男子演技赏
- 2001年：KBS演技大赏最优秀演技赏